# Rytele-Wszołki
Rytele-Wszołki – wieś w Polsce położona w województwie mazowieckim, w powiecie sokołowskim, w gminie Ceranów. Ma status sołectwa. Leży  na lewym brzegu Bugu.
| SIMC    | Nazwa   | Rodzaj |
| ------- | ------- | ------ |
| 0669766 | Bór     | osada  |
| 0669772 | Podorle | osada  |

Zaścianek szlachecki Wszołki należący do okolicy zaściankowej Rytele położony był w drugiej połowie XVII wieku w ziemi drohickiej województwa podlaskiego. W latach 1975–1998 miejscowość administracyjnie należała do województwa siedleckiego.
W miejscowości znajduje się kaplica dojazdowa. Wierni wyznania Rzymskokatolickiego zamieszkali we wsi należą do parafii Kosów Lacki.